# Henrik Bornemann

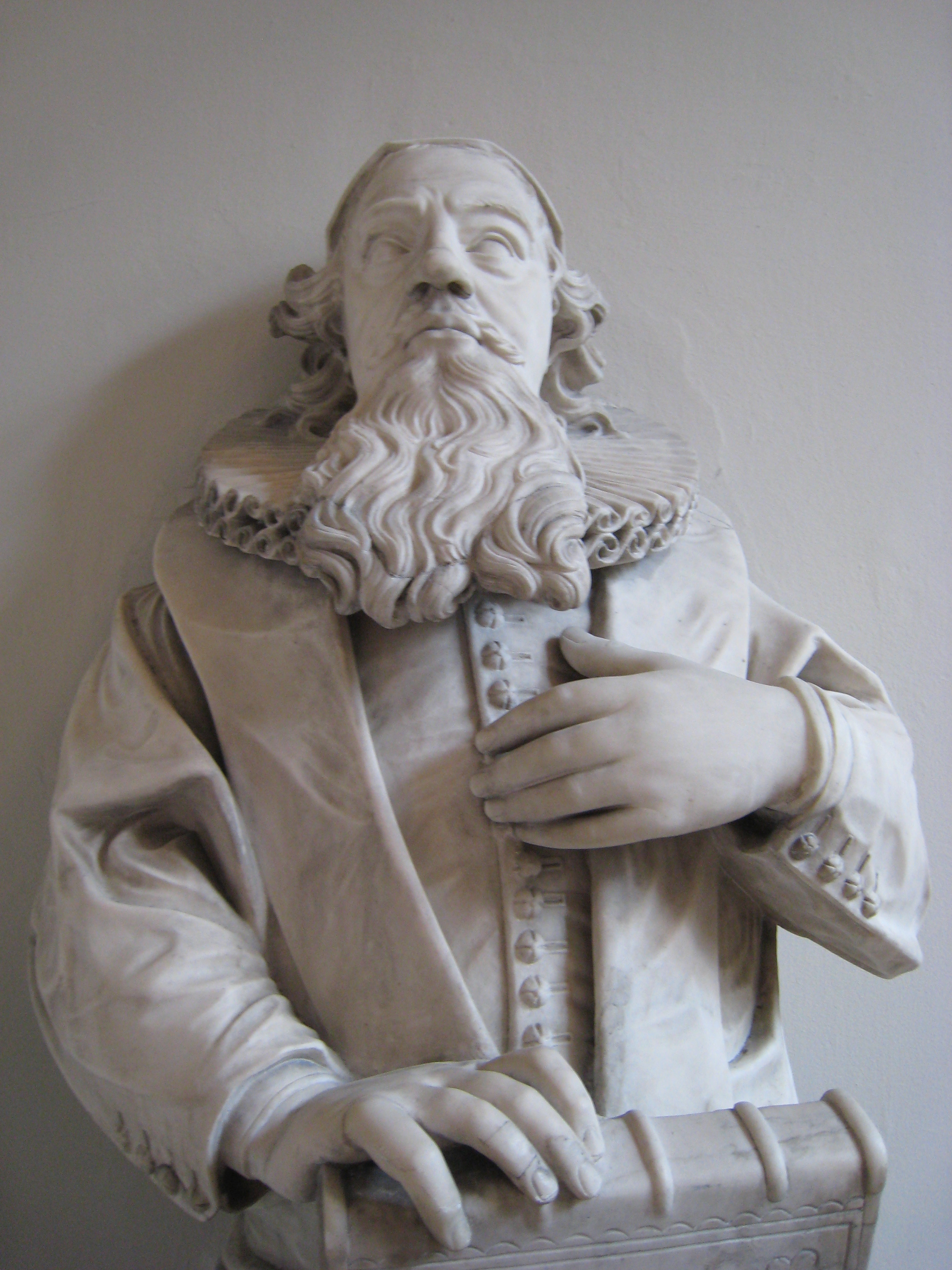
Byst av Henrik Bornemann.

Henrik Bornemann, född den 3 januari 1646 i Köpenhamn, död den 31 december 1710, var en dansk biskop, son till Philip Julius Bornemann.
Bornemann blev student 1662, cand. theol. 1668, rektor vid Frue Latinskole 1672, till vilket ämbete professuren i logik och metafysik vid universitetet fogades 1674. 1675 blev Bornemann sognepræst vid Frue Kirke och stiftsprovst, 1683 biskop i Aalborg, 1693 biskop över Själlands stift. 
Bornemann var en teolog av den gamla skolan, vältalig, myndig i sitt uppträdande, hetsig i strid, strängt lutherskt rättroende, och dock blev han av Hans Vandal beskylld för att ha framlagt kätterier i en Katekismusforklaring for Degne og Skoleholdere. 
På Kristian V:s tid var han med til att fullända statskyrkans ordning både vid utarbetandet av Kirkeritualet och som medlem av psalmbokskommissionen; på Fredrik IV:s tid stod han som beskyddare av det nyligen ordnade mot den frambrytande pietismen. 
Förordningen från 1706 mot gudelige forsamlinger fick han utfärdad; men året dessförinnan hade han varit tvungen att ordinera missionärer til Trankebar, trots att han ansåg missionen för rent svärmeri. Bornemann stödde strävandena till förmån för allmogens upplysning, hans namn är knutet till flera legat.